# Gyna colini
Gyna colini es una especie de cucaracha del género Gyna, familia Blaberidae.

## Distribución
Esta especie se encuentra en Senegal, Gambia, Guinea y República Democrática del Congo.